# Bergbomska priset
Bergbomska priset (finska: Bergbomin palkinto) är ett finländskt litteraturpris.
Svenska litteratursällskapet i Finland har sedan 2003 utdelat priser ur Ragnar, Ester, Rolf och Margareta Bergboms fond. Priset kan dels ge för dramatiskt verk på svenska och dels för kulturhistoriska insatser.

## Pristagare
- 2003 Joakim Groth och Bo Lönnqvist
- 2004 Rainer Knapas och Lisbeth Landefort
- 2006 Tom Sandqvist och Bengt Ahlfors
- 2007 Kristin Olsoni, Martin Kurtén och Nya Argus
- 2008 Sven Hirn och Harriet Nylund-Donner
- 2009 Christian Lindroos och Kari Tarkiainen
- 2010 Susanne Ringell och Nils Erik Villstrand
- 2011 Henrik Knif, Juha Siltanen och Thomas Wulff
- 2012 Harry Halén och Erik Norberg
- 2013 Anna Simberg och Kirsi Vainio-Korhonen
- 2014 Gunilla Hemming
- 2015 Anders Larsson, Historiska föreningen och Föreningen Brage[1]
- 2016 Paul Olin, Harriet Abrahamsson och Panu Pulma
- 2017 Milja Sarkola och Föreningen Granskaren

### Fotnoter
1. ↑  ”2015 Anders Larsson”. Schildts & Söderströms. Arkiverad från originalet den 21 februari 2017. https://web.archive.org/web/20170221010944/http://litteratur.sets.fi/forfattare/anders-larsson/. Läst 20 februari 2017.